# 阿克图别克镇
阿克图别克镇(維吾爾語：Aqtöbek Baziri‎)是中华人民共和国新疆维吾尔自治区伊犁哈萨克自治州巩留县下辖的一个乡镇级行政单位。

## 行政区划
阿克图别克镇下辖以下地区：
旱田村、阿克加孜克村、齐那尔村、喀拉奥依村、唐努尔村和阔尔吉勒尕村。